# Crisilla fallax
Crisilla fallax is een slakkensoort uit de familie van de Rissoidae. De wetenschappelijke naam van de soort is voor het eerst geldig gepubliceerd in 1999 door Gofas.